# Maison Valtat

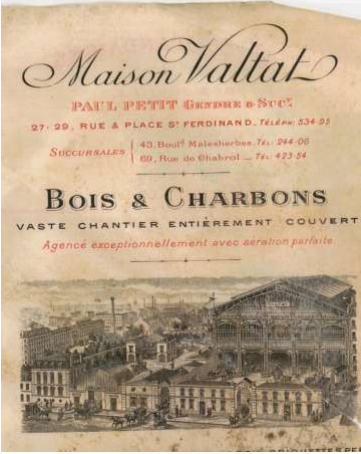
Maison Valtat, 27–29 Rue & Place S^{t} Ferdinand, Holz und Kohle, großes, vollkommen überdachtes Lagerhaus

Das Maison Valtat war eine von Paul Petit geführte Brennstoffhandlung in Paris.

## Geschichte
Das Unternehmen entwickelte sich aufgrund der hervorragenden Infrastruktur zu einem wichtigen Brennstoffhändler in Paris.
Die Holz- und Kohlehändlung Valtat hatte ein großes Lagerhaus in der 27–29 Rue Saint-Ferdinand. Gleich nebenan, an der Cité Férembach sind in einem Hinterhof hinter der 25 Rue Saint-Ferdinand, der nicht öffentlich zugänglich ist, noch ihre malerischen Stallungen erhalten. Die Schiffsanlegestelle befand sich am Ufer der Seine, in der Nähe der Pont Alexandre III, die man auf einer ihrer Werbepostkarten sehen kann.